# Pomnik Adama Mickiewicza w Tarnowie
Pomnik Adama Mickiewicza w Tarnowie usytuowany jest na placu Kazimierza Wielkiego przy ulicy Katedralnej.
Pomnik postanowiono ufundować z okazji 100-lecia urodzin wieszcza. 9 maja 1898 powstał komitet pod przewodnictwem Bronisława Brzeskiego, tarnowskiego notariusza i weterana powstania styczniowego, mający zebrać potrzebne środki finansowe i wybrać projekt pomnika. W kwietniu 1900 roku zaakceptowano projekt Tadeusza Błotnickiego, zobowiązując artystę do zakończenia pracy do końca października. Uroczystego odsłonięcia pomnika dokonano 26 listopada 1900 w 45. rocznicę śmierci poety.
Pomnik ma formę popiersia o wysokości 1,1 m na cokole wykonanym z czerwonego granitu tremboweskiego o wysokości 3,4 m., ozdobionym lirą – symbolem poetów. Otoczony jest ozdobnymi słupkami metalowymi, połączonymi łańcuchem oraz dwoma kandelabrami. Pomnik przetrwał II wojnę światową, gdyż władzom okupacyjnym po usunięciu polskich symboli wmówiono iż przedstawia on Goethego.
W marcu 1968 protestowano pod pomnikiem przeciwko cenzurze oraz zdjęciu „Dziadów” z desek Teatru Narodowego.